# Chris Priestley
Chris Priestley (Hull, 25 agosto 1958) è uno scrittore inglese.

## Biografia
Chris Priestley è nato a Hull, località dello Yorkshire, in Inghilterra nel 1958.
Ha trascorso gli anni dell'infanzia vivendo a Gibilterra, dove a nove anni ha vinto un premio per illustratori indetto da un locale quotidiano, episodio che convince il giovane artista ad intraprendere la carriera di disegnatore di fumetti e illustratore per numerosi giornali e riviste. Appassionato fino in giovane età dai fumetti e dai racconti di paura e di terrore, si è formato su produzioni televisive della BBC (trasposizioni dei racconti e romanzi di Edgar Allan Poe, Wilkie Collins e Montague Rhodes James) e sulla lettura dei classici della letteratura di questo genere.
Ha studiato al politecnico di Manchester fino al 1980, ed ha iniziato la sua attività professionale come caricaturista per il giornale Record Mirror, per poi fornire illustrazioni anche a testate di rilievo come The Times e l'Independent. Negli anni '90 realizzò una striscia pubblicata sull'edizione domenicale dell'Independent intitolata Bestiary, che proseguì fino al 1995, anno in cui Priestley iniziò a lavorare per il The Observer.
Solo a partire dal 2000 ha affiancato all'attività di illustratore quella di romanziere, pubblicando alcune raccolte di novelle che hanno riscosso un discreto successo di pubblico e di critica. Tra esse il ciclo Tales of Terror, il cui primo volume è stato pubblicato in patria nel 2008 ed è stato seguito da ulteriori tre volumi, oltre ad altri romanzi di paura.
Nel 2012 esce La creatura, romanzo horror ambientato nella Londra del 1818 che ha fra i protagonisti il Mostro di Frankenstein.
Le sue opere vengono normalmente accreditate come libri per ragazzi, anche se le atmosfere particolarmente cupe, inquietanti e i risvolti tragici delle vicende narrate le rendono adatte anche (e forse soprattutto) ad un pubblico maturo. Le pubblicazioni dei suoi libri, di recente tradotti anche in Italia, sono spesso accompagnate da illustrazioni che rimandano all'iconografia del cinema di Tim Burton.
Le sue opere sono pubblicate in Italia dalla Newton Compton Editori.

## Opere

### SerieTales of Terror
- Le terrificanti storie di zio Montague, (Uncle Montague's Tales of Terror, 2008) Newton Compton Editori
- Le terrificanti storie del Vascello Nero, (Tales of Terror from the Black Ship, 2009) Newton Compton Editori
- Storie da leggere con la luce accesa, (Tales of Terror from the Tunnel's Mouth, 2010) Newton Compton Editori
- The Teacher's Tales of Terror, (2011)

### Altre opere
- Dog Magic!, (2000)
- Jail-Breaker Jack, (2001)
- Battle of Britain: My Story, (2002)
- Battle of Hastings, (2003)
- Witch Hunt, (2003)
- ciclo Tom Marlowe Adventure, (2003-2005)
  - Death and the Arrow, (2003)
  - The White Rider, (2004)
  - Redwulf's Curse, (2005)
- Billy Wizard, (2005)
- New World, (2007)
- The Dead of Winter, (2010)
- La creatura (Mister Creecher, 2010) Newton Compton Editori, 2012.
- the most cruel thing in winter